# 監察官
監察官（かんさつかん、英語：Inspector General ; IG）とは、官吏などの監督査察などを担当する職名である。強制力を行使する権力的公務など、特に職務の性質上、内部の監察を要する官庁その他には監察官が置かれている。

## 日本

### 監察官が置かれている官庁
冠称のない「監察官」という名称の職が置かれているのは枚挙に暇がないが、例えば次のようなものがある。
- 財務省
  - 大臣官房 秘書課　-　財務省組織規則 第2条（最終改正：令和元年7月12日財務省令第16号）

- 国土交通省
  - 大臣官房　-　国土交通省組織令 第22条、第31条（最終改正：令和元年6月28日政令第44号）
  - 海上保安庁
    - 本庁　-　海上保安庁組織規則 第56条（最終改正：令和元年6月28日国土交通省令第19号）

  - 北海道開発局
    - 開発監理部　-　北海道開発局組織規則 第1条（最終改正：令和元年7月12日国土交通省令第24号）

- 防衛省
  - 防衛監察本部　-　改正防衛省設置法平成19年法律第80号：2007年6月8日公布、同年9月1日施行
    - 防衛監察監（検事長経験者）、副監察監の下、統括監察官（背広組）、陸・海・空の将補階級にある自衛官計3人の監察官が置かれる。
- 自衛隊
  - 陸上自衛隊：陸上幕僚監部（陸将補）、陸上総隊司令部、各方面総監部、師団司令部および旅団司令部（以上1等陸佐）
　-　陸上総隊司令部、方面総監部、師団司令部及び旅団司令部組織規則 第23条、第53条、第72条（最終改正：平成31年3月25日防衛省令第3号）
  - 海上自衛隊
    - 海上幕僚監部（海将補）および各地方総監部（1等海佐）　-　地方総監部組織規則 第22条（最終改正：平成29年3月31日防衛省令第4号）

#### 冠称付きの監察官
- 厚生労働省
  - 中央労災補償監察官　-　厚生労働省組織規則 第32条（最終改正：令和元年11月7日厚生労働省令第68号）
- 財務省
  - 国税庁 国税局 派遣監察官
- 自衛隊
  - 監理監察官
    - 航空自衛隊：航空幕僚監部（空将補）および航空総隊司令部、航空支援集団司令部、航空教育集団司令部、航空開発実験集団司令部、航空方面隊司令部（以上1等空佐）
　-　航空総隊司令部、航空支援集団司令部、航空教育集団司令部、航空開発実験集団司令部、航空方面隊司令部及び航空団司令部組織規則 第18条、第29条の12、第38条の11、第47条の5、第57条の13（最終改正：平成31年3月25日防衛省令第2号）

- 法務省
  - 最高検察庁監察指導部 -最高検察庁の長として庁務を掌理し、全ての検察庁の職員を指揮監督するという 検事総長の権限により設けられている（検察庁法第7条）。責任者は監察指導部の部長。検事総長に昇進する場合がある。

## 日本の警察の監察官
日本の警察における監察官は警察庁、警視庁および各道府県警察本部に設置される常設職である。警察不祥事の捜査や服務規定違反など内部罰則を犯した警察官への質疑、さらには会計監査業務に携わる。

### 沿革
1999年ごろ神奈川県警、新潟県警などで不祥事が相次いだため、西田司国家公安委員会委員長と国家公安委員会は2000年1月、「監察に関する規則」を制定し、警察庁長官並びに警視総監及び道府県警察本部長は監察実施計画を作成すること、実施状況の国家公安委員会又は都道府県公安委員会への報告を義務付けた。それぞれの公安委員会は市民を代表してそれをチェックする。
委員会は同年3月には、警察刷新会議を発足させて緊急提言を行い、これに基づき、国家公安委員会には事務局、監察、苦情処理委員会を置いて監視機能を強化することとなり、また警察の情報公開の強化も規定された。警察法が改正され、政府案に基づいて政策評価及びハイジャック等に関する警察庁の指揮並びに情報公開に関する所掌、警察署協議会の設置、警察官の懲戒事由に係る報告義務、公安委員の欠格要件、皇宮護衛官に関する規定が設けられた。
施行から17年が経過した2017年12月には、国家公安委員会と警察庁による「総合評価書」が報告された。各都道府県警察からの報告の頻度は、施行当初は4半期に1回とされていたが、2019年3月15日、国家公安委員会は規則を改正して、報告回数を年1度に削減した（委員長は当時第4次安倍内閣の山本順三議員）。

### 規則
- 警察庁長官ならびに警視総監および道府県警察本部長は、毎年度監察実施計画を作成し、それぞれ国家公安委員会または都道府県公安委員会に報告し、少なくとも毎年1回、監察実施状況を報告する。
- 国家公安委員会および都道府県公安委員会は、監察について必要があると認めるときは、それぞれ警察庁または都道府県警察に対して具体的または個別的な事項にわたる指示ができる（警察法第12条の2及び43条の2）。

- 警視総監および道府県警察本部長に、都道府県警察職員の懲戒事由に係る事案について都道府県公安委員会への報告義務を課す。

### 首席監察官
首席監察官とは、警察庁（長官官房人事課）、管区警察局および都道府県警察において、監察に関する事務を掌理する職である。総責任者は「警察庁長官官房首席監察官」といい、階級は警視監。官房人事課長よりさらに上位であり、国家公務員たるいわゆるキャリアの警察官が就く。警察庁では監察官を務めた後、局長や警察大学校幹部になることがある。
関東・近畿・九州の各管区警察局は「総務監察部」、東北・中部・中国四国の各管区警察局は「総務監察・広域調整部」と称している。首席は警視長または警視正。

#### 警視庁・道府県警察本部
警務部監察官室に属し、階級は全員が警視以上。都道府県毎に多少の違いはあるが、警察官を捜査する監察官はその役割から、署長経験者が多い。
いわば「警察の中の警察」であり、監察官室も警務部の中に置かれる。また監察官の指揮下で、捜査対象の警察官への行動確認などを行う監察官室員は、公安警察の出身者が多いとされる。
近年監察官に対し接待や馴れ合いなどで不正との批判等を受ける事案も発生しており、上には甘く下とは馴れ合う風習ができあがっており、それがカラ監察などの風潮を生み出す原因にもなったとされる。新潟県で発生した新潟少女監禁事件の際に発覚した『賭け麻雀スキャンダル』なども、警察庁の特別監察チームを新潟県警察本部が過度に接待をしたことが原因といわれる。
なお、警視総監は東京を管轄する警視庁の長という位置付けであるが、身分が国家公務員であるので、都知事や都公安委員会による処分・勧告などは行えず、東京都の権限では裁くことができない。同様に各道府県警本部長や主要部長も全て警視監・警視長・警視正の国家公務員であるから、知事・道府県公安委員会の権限では処分が下せない。これは消防吏員との最大の違いといえる。

#### 警察庁
警察庁の監察官は、警察庁組織令第6条で首席監察官の設置が規定されている。官房人事課監察官（定数2）は上部監察として道府県警察本部に出張することがある。官房人事課の監察は22人体制。地方機関である管区警察局の監察課・監察官は、管内の道府県警察本部にしばしば出向く。管区警察局の監察は全国で126人体制。ただし通常の監察は警視庁・道府県警察本部監察官の業務で、官房首席監察官であっても直接監察を行うわけではない。監察業務の重点方針決定、各監察官の監督が主である。警察庁長官や警視総監、各道府県警本部長や主要部長などの最高幹部の監察は、国家公安委員会が担当することとされている。

### 留置施設・刑事施設の監視
2005年の刑事収容施設及び被収容者等の処遇に関する法律に基づき、独立の留置施設視察委員会、刑事施設視察委員会が設けられ、留置施設（警察署の留置場など）や刑事施設（法務省所管の刑務所、拘置所など）の運営状況を監視し、被収容者の処遇が適正に行われるよう意見を述べている。

## 中国
伝統的に中華王朝は官吏の監察を重視しており（「監察御史」の名も隋朝から受け継がれている。）、清朝滅亡後も、中国独自の「五権」（通常のいわゆる「三権」に、官吏の採用システムたる「考試」と官吏の監察システムたる「監察」を加えたもの）を構想した孫文らからの流れを受けて、中華民国憲法（民国36年1月1日国民政府公布）でも、一章（第9章）を割いて監察院の定めを置いている。
満洲国でも満洲国国務院とは独立して満洲国監察院を置いていた。中華人民共和国でも国家監察委員会を設置している。

## アメリカ合衆国

監察総監委員会のロゴ。

アメリカの監察総監局の枠組みは、1978年の監察総監法によって確立した
監察総監が政府機関、軍事組織、または請負業者の活動調査を行い、政府規定の遵守やセキュリティの有効性の監査、または、予見される予算や地位の不正使用を含む犯罪活動を調査している。連邦、州、地方レベルで多数の監察総監室がある。
例えば陸軍には、陸軍監察総監室がある。